# Límit de Tolman-Oppenheimer-Volkoff
En astrofísica, el límit de Tolman-Oppenheimer-Volkoff, representa la massa teòrica màxima que pot assolir una estrella de neutrons; més enllà d'aquest valor, l'objecte s'esfondra llavors en forat negre. És un valor anàleg al límit de Chandrasekhar per a les nanes blanques.
El límit va ser calculat, l'any 1939, per J. R. Oppenheimer i G. M. Volkoff a partir del treball anterior de Richard C. Tolman. Oppenheimer i Volkoff suposaven que, en una estrella de neutrons, els neutrons formaven un gas de Fermi fred. Això porta a una massa restrictiva d'aproximadament 0.7 masses,. Estimacions actuals situen la xifra entre 1,5 i 3 masses solars. La incertesa en el valor reflecteix el fet que les equacions de l'estat de la matèria extremadament densa no són prou ben conegudes.